# Daniel Hardy
Daniel Hardy (Portland, 15 dicembre 1998) è un giocatore di football americano statunitense che milita nel ruolo di linebacker per i Chicago Bears della National Football League (NFL).

## Carriera

### Los Angeles Rams
Hardy al college giocò a football al College of Siskiyous (2017) e all'Università statale del Montana (2018-2021). Fu scelto nel corso del settimo giro (235º assoluto) nel Draft NFL 2022 dai Los Angeles Rams. Nella sua stagione da rookie disputò 6 partite, nessuna delle quali come titolare, mettendo a segno 4 tackle.

### Chicago Bears
Il 31 agosto 2023 Hardy firmò con la squadra di allenamento dei Chicago Bears.
Nel primo turno della stagione 2024, Hardy bloccò un punt che fu recuperato dal compagno Jonathan Owens che lo ritornò per 21 yard in touchdown, contribuendo alla vittoria in rimonta sui Tennessee Titans.